# Српска православна црква Светог Димитрија у Александрову
Српска православна црква Светог Димитрија се налази у Александрову, градској четврти Града Суботице, подигнута је 1818. године и има статус споменика културе од великог значаја.
Црква је посвећена Светом Димитрију, у духу класицизма. Саграђена је према плану М. Косовца као једнобродна грађевина, са полукружном олтарском апсидом и певничким просторима, споља правоугаоним а изнутра полукружним. Засведена је полуобличастим сводом, док масивни звоник са галеријом надвисује западно прочеље фланкиран забатом искошених линија. Главни портал је наглашен пиластрима који га уоквирују. Поље изнад улаза је украшено сликаном представом патрона храма. Вертикална подела подужних зидова фасаде постигнута је плитким пиластрима, између којих су смештени полукружно завршени прозорски отвори.
Из суботичке цркве Вазнесења пренета је 1910. године иконостасна преграда, изрезана и осликана 1766. године. Да би се уклопила у нови ентеријер извршена су скраћења. Преостале иконе апостола Петра и Павла данас се чувају у Галерији Матице српске у Новом Саду. Осликавање иконостаса приписује се барокном сликару Јовану Поповићу.
Конзервација је изведена 1963, 1966, 1969–1970. и 1992–1997. године.